# Unidad contra el Fascismo y el Racismo
Unidad Contra el Fascismo y el Racismo (también conocida como UCFR) es un movimiento social aparecido en 2010, a raíz del anuncio del partido de extrema derecha Plataforma por Cataluña (PxC) de concurrir de nuevo a las elecciones municipales. La plataforma se propone entonces responder desde la sociedad civil organizada a la posible representación municipal de este partido, dados sus planteamientos.
UCFR incluye sensibilidades muy diversas y se organiza de manera horizontal, sin cargos ni jerarquías. 
Hay grupos locales en varios municipios, especialmente allí donde hay implantación de grupos de extrema derecha o candidaturas de PxC. Cada grupo de trabajo se organiza autónomamente.
La red UCFR se relaciona con varias plataformas europeas: Unite Against Fascism (Gran Bretaña), Movimiento Unitario contra el Fascismo y Racismo (Grecia). Como ejemplo, se sumaron al llamamiento de estos últimos de realizar protestas en varias ciudades del mundo.
Actualmente, UCFR centra esfuerzos en contra del auge de la islamofobia y apoya y colabora con Stop Madre Mortum para denunciar las políticas de la UE ante los refugiados, que considera restrictivas, que incumplen el derecho de asilo y los Derechos Humanos.

## Objetivos y logros
Responder a las manifestaciones racistas, xenófobas y fascistas de entidades activas. 
Intentar evitar que las candidaturas con planteamientos racistas, xenófobos y fascistas consigan representación institucional.
Favorecer la convivencia, con respeto e igualdad de derechos.
Se atribuye a la actividad continuada de UCFR el progresivo declive de la extrema derecha.

## Miembros de UCFR
UCFR reúne más de 500 entidades adheridas de carácter social, político, cultural, vecinal, sindical, deportivo, así como miembros a título individual.
Además de asociaciones de tipología diversa (cultural, vecinal, etc.), entidades activistas (feministas, ecologistas, pacifistas, etc.), casales y ateneos populares, fundaciones, etc. Destacan la participación de:
- Sindicatos, como CC.OO., UGT, CGT, USTEC, CATAC
- Organizaciones políticas como ICV, EUiA, PSC, CUP, ERC, Podem, mediante sus delegaciones territoriales, sectoriales y juveniles.
- Personalidades del mundo de la cultura y el espectáculo

## Reacciones ante las acciones de UCFR
Los partidos de extrema derecha como Plataforma por Cataluña (PxC) o Som Catalans, han sido muy combativos con esta plataforma y sus activistas. Han interpuesto denuncias, como la de 2016 a un activista del grupo de trabajo de la comarca de Osona de UCFR, quien fue absuelto